# 四叉貓
劉宇席（1980年11月21日—），常用名四叉貓，台灣網路名人、同性戀人權運動者、時事評論人。
四叉貓是男同志，支持同性婚姻，但經常出現於反同性婚姻集會遊行活動，並與反同代表人物福音派牧師趙曉音有所交情，而趙曉音退出反同性婚姻團體下一代幸福聯盟也與其有關。

## 早年及網路活動
劉宇席出生於臺灣花蓮縣吉安鄉。畢業於東方技術學院、嘉南藥理科技大學保健營養學系。
他以活躍於批踢踢聞名，多次擔任八卦板板主，並曾擔任平台的站長。
“四叉貓”之由來為其在巴哈姆特電玩資訊站的帳號是XXXXCAT，而被暱稱「四叉貓」；後來在PTT因為XXXXCAT遭他人註冊，因而改用XXXXGAY。

### 天堂
最早成名原因為《天堂》的知名玩家，曾任巴哈姆特電玩資訊站天堂板板主，發表過數十種遊戲上的bug並加入「太陽神白目同業公會」。

### 訟棍對抗事件
擔任PTT八卦版主期間，曾經張貼公告呼籲網友推文時千萬要小心，不要掉入訟棍陷阱之中，並且解析訟棍釣魚手法讓網友防範，對方則提告妨礙名譽，惟最後不起訴結案。

## 同性婚姻運動
四叉貓以「反塗鴉」的手法在台北街頭和民主進步黨中央黨部門口沖刷地板，使地板浮現出「婚姻平權」四個字，藉此宣傳同性婚姻合法化，也曾邀請許多網紅名人以及時任環保署長李應元來一起響應這個活動。
2017年5月24日同婚釋憲案時，四叉貓帶著另一半日本籍男友清水先生到立法院門口聲援，並表示預計在2019年將與清水先生結婚，但已於2019年1月31日與清水先生分手。

### 和反同者互動
四叉貓時常出現於各種反同活動，由於其多佩戴十字架，並配合活動之規範，極少遭受反同活動主辦方的驅趕，且常在現場領取活動便當，並曾與反同人士如張守一互動合照。
反同婚團體滿天星素人連線與四叉貓衝突事件發生十天後，滿天星素人連線在臉書宣布不再反對同性婚姻，原因為不想揹負破壞反同團體之間團結的污名。

#### 與趙曉音關係
四叉貓與趙曉音牧師之互動見於媒體，始自2016年12月3日下一代幸福聯盟於凱達格蘭大道舉辦之反同婚活動，趙稱其為「可愛的、配合大會的同志」。自此之後，四叉貓於反同婚活動場合，多與趙曉音有互動，甚至自備沙發床一類誇張之道具，在活動中與趙曉音一起敷面膜，自嘲為「護膚盟」。2016年12月29日，趙曉音遭束帶捆綁之事提告，四叉貓剛好路過，亦綁上束帶聲援。
除在反同婚活動場合，四叉貓與趙曉音私下也有聚餐互動，趙曉音因而遭到部分反同婚人士指稱為奸細。
2017年3月22日，四叉貓在麥當勞台北市某分店巧遇赴疾管署抗議之後的滿天星素人連線人士，因拿出手機自拍引發衝突遭控跟蹤。後台北市政府警察局忠孝東路派出所出面協調，警方又因調解過程被片段擷取指發言爭議，使忠孝東路派出所所長林俊燁公開蒐證影片澄清。 23日，人在美國的趙曉音於臉書發文聲援四叉貓，指四叉貓「只會跟蹤食物」。此一聲援引發滿天星素人連線之不滿，揚言要讓趙曉音「永遠閉嘴」，趙憤而提告。3月31日，趙曉音於臉書發表聲明，退出下一代幸福聯盟。趙曉音在接受新頭殼電話訪問時表示，因其與四叉貓的打賭才引發麥當勞之爭議，為了對朋友負責且避免反同團體間之對立，因而退出幸福盟。

## 其他活動
四叉貓數度受衛生福利部疾病管制署邀請拍攝安全性行為宣導海報及宣導影片。

### 政治場合
四叉貓常反串出現在各種公開活動，包括年金改革抗議、新黨黨慶以及機蛋大遊行，還曾經報名中國國民黨舉辦的辨認綠營1450識別營（網路應用教育訓練），但最後被識破而禁止參加。
曾多次參加造勢活動，並且計算椅子數量估算參與活動的人數，被多家媒體封為椅子精算師，而根據新聞報導四叉貓參加韓國瑜的造勢活動最少有58場以上。

### 數位貂蟬
2020年3月28日中國國民黨舉辦「數位諸葛亮」（行銷科技長）海選徵召，四叉貓也報名參加，履歷使用個人維基百科頁面，雖未進入決選名單但被主辦單位升格為決賽評審之一，而媒體則戲稱四叉貓為「數位貂蟬」。

### 第18屆台北同志遊行
2020年10月31日，四叉貓手持國民黨青年團旗幟，帶領國民黨青年團成員參加台灣同志遊行，引發國民黨內部討論及外界質疑。

## 爭議事件

### 台北燈會5000萬經費黑洞
2022年8月20日，柯文哲指出在高雄市舉辦的2022年臺灣燈會加上無人機總預算花費8億，高市府反駁柯文哲補充說明4.6億更指國營事業甚至私人事業贊助是大黑洞。
2022年8月21日晚，四叉貓在臉書爆出柯文哲市府2018年舉辦臺北燈節時，與廠商有5000萬的經費缺口至今仍未還清，錄音檔中更有時任台北市專員賴彥霖暗示（隱射）燈會廠商，要是柯文哲落選5000萬欠款可能還不出來，但若柯文哲連任台北市長，他就能壓著公務員把這筆經費變出來還廠商。最後廠商為了能拿到款項，沒有把事情鬧大。
2022年8月25日台北市市府發布聲明，請廠商舉出合同上相關單據，以確認200多萬，與5000萬相差甚遠，200萬已確定補齊，廠商因不滿收費，進行法律程序，一二審判台北市府勝訴。對於該錄音檔，市府則表示，當天台北市長柯文哲並無相關行程，對此聲明無法證明8月21日的控訴正當性。隔日，柯文哲受訪表示他將提告四叉貓。

### 陳時中競選廣告
2022年四叉貓曾參與民進黨台北市長參選人陳時中政見廣告拍攝，9月3日陳時中於記者會上拋出其政見，將把台北市公廁馬桶全面汰換成免治馬桶，並在臉書宣傳其與四叉貓合拍之的影片，因為影片內容有「偷窺」情節，引發爭議。陳時中4日為此道歉，競選團隊目前也已修改影片。而身為片中「被偷窺」主角的四叉貓表示，當天拍攝他看完劇本覺得挺有意思的，但首播後反應兩極，「性別友善的部分我們都還有不足的地方，希望台灣能越來越好，一起努力往前邁進。」

### 諷刺柯家事件
2025年2月17日在threads發文，拿前民眾黨主席柯文哲父親柯承發過世開玩笑，表示「幸好柯文哲還有媽媽，下次可以用這個理由再出來一次」，遭到網友炎上。

## 外部連結
- 四叉貓。劉宇（滾動）的Facebook專頁 （繁體中文）
- 劉宇的Facebook專頁 （繁體中文）
- YouTube上的四叉貓愛滾動頻道
- 四叉貓的Instagram帳戶
- 四叉貓的Threads